# Tapón de corcho
El tapón de corcho es una pieza de corcho que se pone en la boca de la botella. Es especialmente importante en la industria vinícola para conseguir una adecuada conservación del vino y el cava. 
El corcho es un material poroso e impermeable que se extrae de la corteza del alcornoque, una especie originaria del Mediterráneo occidental. La industria española es líder mundial en la producción de tapones de corcho de calidad.[cita requerida]

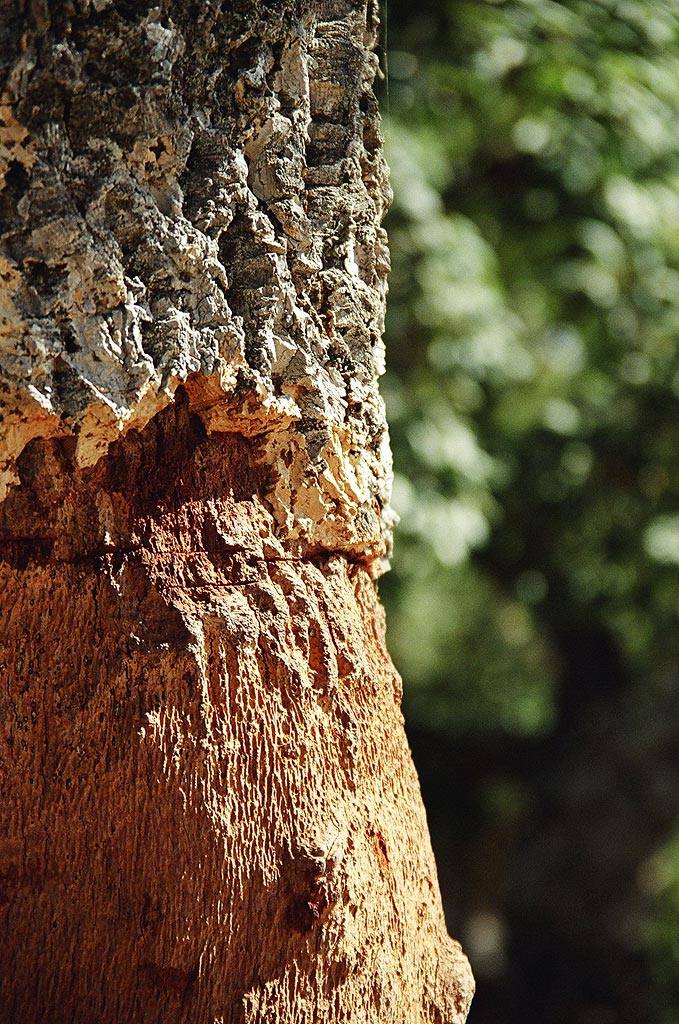
Corteza de corcho.

El corcho tiene una particular estructura celular y unas propiedades físicas que lo hacen apropiado para su uso como tapón. Está formado por células muertas dispuestas en estratos sin espacio intracelular. Internamente, contienen un gas similar al aire que supone cerca del 89% del volumen celular y da al corcho una densidad muy baja.

## Características físicas
- Ligereza, con un peso específico entre 0,13 y 0,25 g/cm³
- Elasticidad.
- Compresibilidad, con gran capacidad de recuperación.
- Adherencia, con un alto coeficiente de fricción.
- Impermeabilidad a los líquidos y los gases. La penetración de oxígeno en una botella tapada con corcho es de 0,1 ml en un año.
- Aislante térmico: es difícil que arda.
- Químicamente inerte: raramente se pudre.

Los problemas que puede suponer el corcho para la calidad del vino provienen de elementos externos, como una contaminación bacteriológica o un tratamiento con productos agresivos.
Existen diferentes modelos normalizados de tapones, y distintas calidades:
- El tapón natural es de corcho 100% natural.
- El tapón aglomerado es de corcho natural procesado con polvo de corcho y látex.
- El tapón gemelo o de dos piezas es una combinación de tapón de aglomerado con disco de corcho natural en cada cabeza.
- El tapón corona es una chapa metálica con forro interior de corcho de hasta 3 mm, utilizado para el cava y otras bebidas carbónicas.

El tapón de corcho de calidad superior se denomina trefí, del francés très fin (muy fino, en castellano). Se utiliza especialmente en las botellas de vino espumoso y otros vinos especiales.

## Tapón de vino

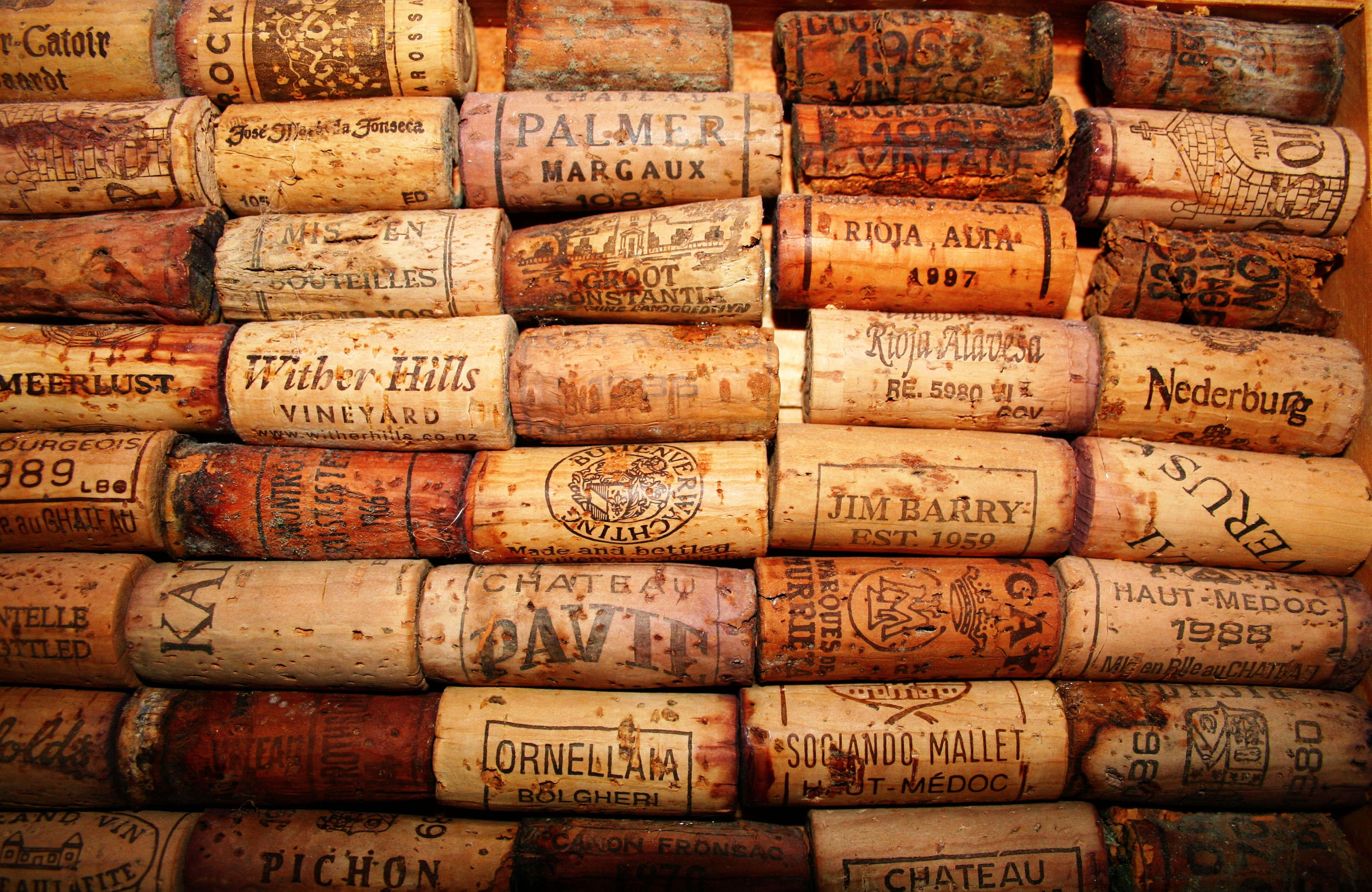
Tapones cilíndricos de corcho natural.

Aunque hay diferentes modelos, el tapón estándar utilizado para el vino es cilíndrico, de 24 mm de diámetro, y se coloca a presión en cuellos de botella de 18 mm. Otros modelos habituales son el tapón bordelés de 49,5 a 54 mm de longitud, y el tapón italiano de 34, 40,5 o 45 mm de longitud por más de 26 mm de diámetro.
El tapón de corcho permite airear el vino, pero una vez la botella reposa en posición horizontal, el vino humedece el tapón y no permite que el oxígeno entre. El catador de vinos, después de abrir una botella con el sacacorchos, lo primero que hace es oler el tapón. Si el vino está en buenas condiciones, el tapón huele a vino. Si huele a corcho, es que la botella no se ha conservado adecuadamente, o bien el corcho contiene hongos que pueden haber contaminado el vino dándole mal gusto. Por esta razón, se considera buena práctica, al servir el vino, dejar el tapón encima de la mesa.
Un tapón de corcho aglomerado no es apto para vinos de guarda, pero puede tener calidad suficiente para vinos jóvenes.

## Tapón de cava

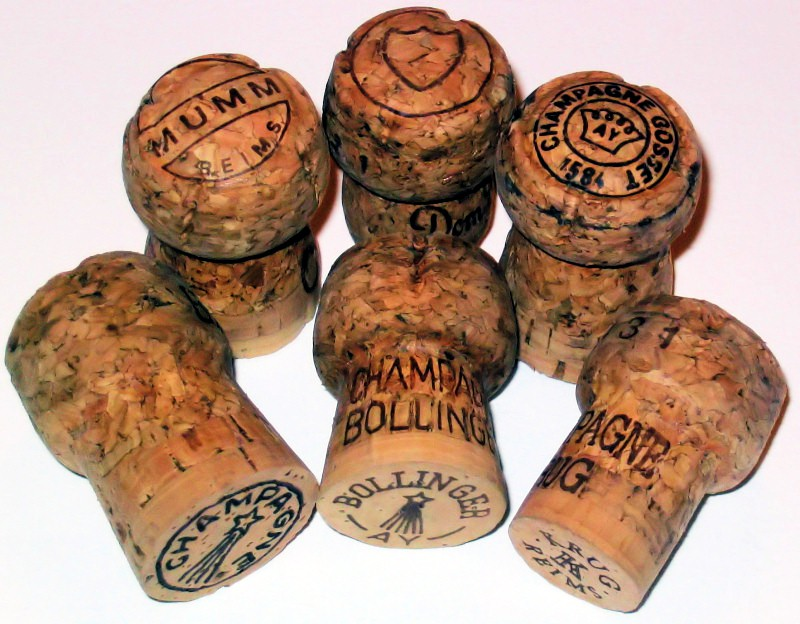
Tapones de champán.

En el caso de los vinos espumosos, como el tapón tiene que soportar una alta presión, el diámetro puede ser de hasta 31 mm. El tapón de cava tiene forma de seta con un cuerpo cónico inferior y un cuerpo ovoide superior. Una vez puesto en la botella puede tener un tiempo de vida de 25 años.
Fue la necesidad de tapones para el champán del siglo XVII que extendió la utilización del corcho en detrimento de otros tapones de madera o de caña impregnada en aceite.
En la base del tapón se estampan unas marcas para distinguir el tipo de vino espumoso:
- Una estrella de cuatro puntas indica que ha sido elaborado por el método tradicional.
- Una circunferencia indica un granvas.
- Un círculo indica el método transfer.
- Un triángulo equilátero indica un vino gasificado.

## Industria del tapón de corcho
El principal productor mundial de corcho es Portugal. España es la segunda potencia productora, con su industria concentrada en las comunidades autónomas de Andalucía, Extremadura, Cataluña (en la zona del Ampurdán, principalmente) y Valencia (Castellón). Solo en la comunidad catalana se produce el 15% de los tapones de corcho de todo el mundo. Existe una estrecha relación entre la industria del tapón de corcho y la industria vinícola.
En el campo de la normalización, la industria catalana constituye un referente mundial, a través de las Normas Catalanas del Corcho, elaboradas por el Instituto Catalán del Corcho. Este organismo, con sede en Palafrugell (Gerona), es un consorcio de la Universidad de Gerona, administraciones públicas y representantes de la industria del corcho que dirige la Secretaría de Normalización para España (AENOR) y participa en los procesos de normalización internacional ISO. 

## Proceso de producción de tapones de corcho
Desde la plancha hasta el producto final, el corcho pasa por un conjunto de etapas que se diferencian en función del tipo de tapón. Los tapones de corcho natural se fabrican a partir de la perforación de una pieza única de corcho, en cambio los tapones técnicos se fabrican a través de un aglomerado de gránulos de corcho, al que se le puede añadir discos de corcho natural.

### Tapones naturales de corcho
1. Cocción de las planchas: la cocción es el primer paso del proceso. Las planchas se introducen en agua y se hierven durante al menos una hora. Con ello se consigue limpiar el corcho, extraer las sustancias hidrosolubles, aumentar su espesor, reducir su densidad y hacer que el corcho sea más suave y elástico.
2. Reposo: tras la cocción se inicia una fase de reposo que dura entre dos y tres semanas. Este proceso tiene como finalidad aplanar las planchas, favoreciendo que el corcho obtenga la consistencia necesaria para su transformación en tapones.
3. Selección de planchas y corte: los bordes de las planchas se preparan y recortan antes de proceder a una evaluación inicial manual. Las planchas son separadas por clases en función de su calidad y se cortan en tiras o rebanadas con una anchura ligeramente mayor que la longitud del tapón a fabricar.
4. Perforado y secado: el perforado de las tiras de corcho se lleva a cabo con una broca hueca, obteniendo así un tapón cilíndrico con las dimensiones deseadas. A continuación se procede al secado para estabilizar los tapones hasta alcanzar el nivel óptimo de humedad.
5. Rectificación dimensional: tras el perforado se inicia la rectificación, que servirá para obtener las dimensiones finales previamente especificadas y para regularizar la superficie del tapón.
6. Selección de tapones: esta operación se lleva a cabo para separar los tapones en clases diferenciadas a través de controles automáticos y maquinaria con visión artificial. En muchos casos se lleva a cabo también una selección manual para determinar las clases definitivas.
7. Lavado de tapones: la fase de lavado de tapones consiste en limpiar, desempolvar y desinfectar los mismos. Después se procede al secado para obtener un rendimiento óptimo del tapón en el sellado.
8. Marcaje: esta operación se realiza siguiendo las indicaciones del cliente para imprimir texto y/o logo en la superficie del tapón. El sistema de marcaje puede ser impresión a tinta, fuego o láser. Posteriormente, se trata la superficie del corcho con parafina o silicona para facilitar la introducción y extracción del tapón en el cuello de la botella, y mejorar el aislamiento.
9. Embalaje y transporte: cuando finaliza la producción, los tapones son embalados y posteriormente se transporta al productor de vino o bebidas espirituosas.

### Tapones técnicos de corcho
Para la producción de tapones técnicos es necesario dividir el proceso en tres fases diferenciadas: la producción de discos de corcho natural que se colocan en uno de los extremos, la fabricación del cuerpo con corcho aglomerado y el montaje del tapón.
1. Producción de discos. Las planchas de corcho que se usan para la fabricación de los discos, se seleccionan y hierven siguiendo un proceso idéntico al utilizado para la fabricación de tapones. Posteriormente, se cortan las dos caras de la plancha a fin de obtener capas de corcho suave y uniforme de unos 6,5 mm de espesor. Estas láminas son perforadas mecánicamente en círculos que serán los discos del tamaño de los tapones que se quieren elaborar. Los discos pasan a continuación una selección óptica para dividirlos según sus características en cuatro clases de calidades. Después se procede a su lavado y secado, y se almacenan en silos hasta su uso.
2. Fabricación del cuerpo. El cuerpo del tapón técnico está formado por gránulos de corcho de gran calidad derivados de la perforación de los corchos naturales. A través de máquinas trituradoras se producen gránulos con un diámetro de 3-7 mm. Acto seguido, éstos se aglomeran con una cola que adhiere y cohesiona el granulado. Finalmente, se sigue uno de los dos procesos habituales para la fabricación del cuerpo que es o bien a través de la creación de una barra de aglomerado o bien a través de moldes individuales.
3. Montaje de los tapones. Los discos y los cuerpos se colocan en la maquinaria de montaje que selecciona el lado del disco que estará en contacto con el vino, que siempre es el de mayor calidad. El tapón ya montado se somete a un proceso de secado y, tras él, se inicia una fase de rectificación dimensional del tapón. Posteriormente se sigue un proceso de selección, marcaje, tratamiento superficial y embalaje similar al que se sigue con los tapones naturales.

## Garantía de calidad
La industria española del corcho destaca por incorporar los más altos patrones de calidad en sus diferentes fases y etapas, desde la extracción hasta el producto final: el tapón.
Para ello, el sector del corcho en España cuenta con innovadores procesos de calidad, nuevas fábricas y tecnología punta para conseguir que su producto llegue al consumidor en óptimas condiciones.

### Garantía de calidad del corcho
La producción del tapón de corcho es un complejo proceso que exige un riguroso control en las diversas fases del producto. La garantía de dicho control tiene como principales objetivos:
- Obtener una funcionalidad adecuada del tapón
- La inocuidad del corcho
- La eficiencia de los procesos productivos

### Test de laboratorio
La mayoría de las empresas disponen de departamentos técnicos integrados por licenciados en biología y química que controlan que todo el proceso se desarrolle de acuerdo a los más estrictos criterios de calidad. Los productos acabados están sujetos a un exhaustivo test que incluye un análisis visual, de humedad y dimensiones, un análisis microbiológico y un análisis sensorial, entre otros.

### La certificación Systecode
El sector corchero ha implantado un sistema de buenas prácticas taponeras: el Systecode, que garantiza que todo el proceso de fabricación de un tapón de corcho se ajuste a unas reglas impuestas por técnicos y expertos independientes para confirmar las condiciones óptimas de fabricación del producto.
La certificación Systecode se asegura mediante auditorías anuales por parte de un organismo externo, que certifica la calidad del producto y la calidad en el proceso.